# أوليفر مارسيل
أوليفر مارسيل (بالإنجليزية: Oliver Marcelle)‏ هو لاعب كرة قاعدة أمريكي، ولد في 21 يونيو 1895 في ثيبودوكس في الولايات المتحدة، وتوفي في 12 يونيو 1949 في دنفر في الولايات المتحدة.